# Арверни
Арверните (на латински: Arverni) са галско племе, живяло през последните столетия преди Христа в това, което сега се нарича район Оверн във Франция. То е едно от най-силните племена в Древна Галия, което на няколко пъти се противопоставя на римляните. Тяхната най-важна крепост е Герговия, в днешно време там се намира комуната Клермон Феран.

## Галски войни
Арвените играят важна роля в Галските войни, водени от Юлий Цезар от 58 г. пр. Хр. до 51 г. пр. Хр. Първо аристократите на арвените се опитват да избегнат конфронтация с Цезар по време на ранните му нападения. Те екзекутират вожда Келтил, за да опитат да придобият суверенитет над цяла Галия. През 52 г. пр. Хр. синът на Келтил Верцингеторикс събрал поддръжниците си за битка с римляните, но е прогонен от Герговия от аристократите, включително и неговия чичо Гобаницион. После събира огромна войска в страната и се завръща към града, където изхвърля опонентите си и е обявен за цар. След като свършва това Верцингеторикс, прави съюз с много други галски племена и ги води към последния значим галски бунт срещу римляните. Верцингеторикс е победен от Юлий Цезар в битката при Алезия, след което се предава. Територията на арвените впоследствие присъединена към Римската империя.